# L'Affaire Jane Eyre
Pour les articles homonymes, voir Jane Eyre (homonymie).
L'Affaire Jane Eyre (titre original : The Eyre Affair) est le premier roman de l'auteur britannique Jasper Fforde paru en 2001. 
L'histoire se déroule en 1985 dans un monde parallèle, où la détective littéraire Thursday Next poursuit un criminel dans le monde du livre Jane Eyre écrit par Charlotte Brontë.

## Résumé
Dans un univers parallèle, l'Angleterre et la Russie impériale poursuivent la Guerre de Crimée depuis plus d'un siècle. L'Angleterre est un État policier gouverné par le Groupe Goliath, une multinationale en armement à la morale douteuse, et le Pays de Galles est une nation socialiste indépendante. Dans ce monde, le roman Jane Eyre se termine par Jane accompagnant son cousin, St. John Rivers, en Inde afin de l'aider dans son travail de missionnaire. Les débats littéraires (comme la véritable identité de Shakespeare) sont au cœur des problèmes de société et conduisent souvent à des meurtres entre gangs.
Célibataire, trentenaire, vétéran de la Guerre de Crimée et détective littéraire, Thursday Next vit à Londres avec son dodo de compagnie, Pickwick. Au début de l'histoire, Thursday est chargée de l'enquête sur le vol du manuscrit de Martin Chuzzlewit de Charles Dickens, car elle est l'une des seules à pouvoir identifier le voleur, Acheron Hadès. Alors qu'elle est sur le point de le capturer lors d'une embuscade, elle est grièvement blessée, sauvée de justesse par un exemplaire de Jane Eyre qui a stoppé la balle tirée par Hadès. Un mystérieux inconnu la soigne avant que les ambulances n'arrivent, laissant derrière lui une veste et un mouchoir brodé. Next reconnaît ces objets comme appartenant à Rochester, un personnage de Jane Eyre, car, enfant, elle était brièvement entrée dans le livre et avait fait la connaissance de Rochester.
Alors qu'elle est alitée à l'hôpital, une Thursday venue du futur vient lui rendre visite et lui ordonne de prendre le poste de détective littéraire à Swindon, sa ville natale. De retour chez elle, elle retrouve sa mère Wednesday, son oncle Mycroft et sa tante Polly. Mycroft est un scientifique littéraire et a créé le Portail de la Prose, qui permet aux gens d'entrer dans les œuvres de fiction. Next renoue également les liens avec son ex-fiancé Landen Parke-Laine (son nom fait référence à la version anglaise du Monopoly - Land on Park Lane : atterrir sur la Rue de la Paix).
Hadès kidnappe Mycroft et Polly et s'empare du Portail de la Prose afin de faire chanter le monde littéraire ; le moindre changement commis sur l'histoire d'un manuscrit original changera tous les exemplaires. Comme ses demandes ne sont pas exécutées, Hadès tue M. Quaverley, un personnage mineur du manuscrit original de Martin Chuzzlewit. Next et Jack Maird, un représentant du Groupe Goliath, traquent Hadès au Pays de Galles et récupèrent Mycroft et le Portail de la Prose, mais se rendent compte que Polly est prisonnière d'un poème de Wordsworth et que Hadès est allé dans le texte original de Jane Eyre. Next se lance à sa poursuite à travers le livre et après bien des efforts parvient à le tuer. Durant l'intervention, Thornfield Hall (en) est entièrement brûlé, la femme folle de Rochester a fait une chute mortelle et Rochester est affreusement mutilé (en d'autres termes, Thursday a changé la fin du livre, et les lecteurs de L'Affaire Jane Eyre se rendent compte qu'il s'agit là de la véritable fin de Jane Eyre).
De retour dans son monde, Thursday utilise le Portail de la Prose pour délivrer Polly et enfermer Jack Maird dans le poème d'Edgar Allan Poe Le Corbeau. Elle arrive à l'église où Landen était sur le point de se marier avec une autre femme, mais un avocat interrompt la cérémonie en dévoilant que le mariage ne peut avoir lieu, la future épouse étant déjà mariée a un autre homme. Next et Parke-Laine se réconcilient et se marient.
Le père de Next, un agent renégat des OpSpecs-12, la Chronogarde, arrive au mariage et arrête le temps momentanément pour donner quelques conseils paternels à sa fille. Le roman se termine sur Next faisant face à un futur incertain : les critiques de la nouvelle fin de Jane Eyre sont plutôt positives, mais les répercussions sont plus nombreuses qu'il n'y parait.

## Accueil du public
L'Affaire Jane Eyre est le premier roman de Fforde. L'auteur a essuyé 76 refus de la part des éditeurs, et ce malgré des remaniements fréquents. Finalement, la maison d'édition Hodders lui donne sa chance, et le livre reçoit immédiatement d'excellentes critiques, n'hésitant pas à parler de ce livre comme étant « joyeusement irrévérencieux », « délicieusement débile », « diablement imaginatif » et « une œuvre d'une nouvelle originalité ».
Ce roman, qui « renouvelle le genre », est à lui seul un condensé de plusieurs genres littéraires : on y trouve de la science-fiction, du policier, de l'humour, du mystère et de la romance. Un critique a d'ailleurs écrit que « Fforde a dû mettre plein d'idées sur des petits papiers » et que « au lieu de les mettre dans un chapeau et d'en tirer un au hasard, il a gardé tout le chapeau »". L'écriture tordue de Fforde tend à le rapprocher d'autres grands écrivains tels que Douglas Adams pour le surréalisme et la satire, et Lewis Carroll pour le non-sens et les jeux de mots. Un journaliste s'est demandé si Fforde était plus un « Monty Python croisé avec Terry Pratchett, ou bien J. K. Rowling mélangée à Douglas Adams ».
Le roman fut récompensé pour son suspense haletant, ses jeux de mots et son « humour hors-norme ». Cependant, quelques journalistes ont dit de son œuvre qu'elle était « surfaite », pleine de « détails incohérents » et que certains passages « passaient du dialogue sans-queue-ni-tête à des propos d'une bêtise inutile ».